# Рецептор вазопрессина
Рецептор вазопрессина — GPCR, лигандом которого служит вазопрессин. Известны  V1, V2 и V3 подтипы рецепора вазопрессина. Эти три подтипа отличаются по локализации, функции и механизмам трансдукции сигнала.

## Подтипы рецепторов
Есть три подтипа рецептора вазопрессина: V1A (V1), V1B (V3) и V2.
| Гены   | Рецепторы | Сигнальные пути                     | Местоположение                                                                                   | Функции                                                                                               |
| ------ | --------- | ----------------------------------- | ------------------------------------------------------------------------------------------------ | --- |
| AVPR1A | V1A (V1)  | G-белок, фосфатидилинозитол/кальций | гладкие мышцы кровеносных сосудов, тромбоциты, гепатоциты                                        | сужение сосудов, миокардиальная гипоторофия, скопление тромбоцитов, гликогенолиз, утробное сокращение |
| AVPR1B | V1B (V3)  | G-белок, фосфатидилинозитол/кальций | Передняя доля гипофиза                                                                           | секреция ACTH, пролактин, эндорфины                                                                   |
| AVPR2  | V2        | Gs-белок, аденилатциклаза/цАМФ      | мембрана собирательной трубочки, сосудистого эндотелия и клеток гладких мышц кровеносных сосудов | вставка водных каналов AQP-2 в апикальную мембрану, индукция синтеза AQP-2                            |

### Рецепторы V1
Рецепторы V1 (V1Rs) найдены в высокой концентрации на гладких мышцах кровеносных сосудов и вызывают их сужение увеличением внутриклеточного кальция через каскад фосфатидилинозитол бисфосфонат (phosphatidylinositol-bisphosphonate). На сердечных миоцитах также найдены V1R . V1 расположены в мозге, яичке, превосходящем цервикальном нервном узле, печени, кровеносных сосудах и в мозговом веществе почек.
V1R присутствует на тромбоцитах, он вызывает увеличение внутриклеточного кальция, облегчая тромбоз.
V1Rs найдены в почке, где они находятся в большом количестве на прямых сосудах почки и эпителиальных клетках собирательной трубочки. Вазопрессин действует на сосудистую сеть мозгового вещества почки через V1R, чтобы уменьшить кровоток во внутренней части, не затрагивая кровоток во внешней. V1Rs на мембране собирательной трубочки почки ограничивает антимочегонное действие вазопрессина. Кроме того, вазопрессин выборочно сокращает выносящие мелкие артерии почек, вероятно, через V1R, (но не приносящие артерии).

### Рецепторы V2
Рецептор V2 (V2R) отличается от V1R прежде всего числом участков, подверженных гликозилированию.
Известный противомочегонный (антидиуретический) эффект вазопрессина осуществляется благодаря активации рецептора V2R. Вазопрессин регулирует выведение воды почками, увеличивая осмотическую водную проницаемость мембран собирательных трубочек. Этот эффект связан с активацией V2R с Gs, в результате чего растет внутриклеточная концентрация цАМФ. Высокая концентрация цАМФ активирует слияние аквапорин-2-несущих пузырьков с апикальной плазматической мембраной клеток собирательной трубочки, увеличивая водную реабсорбцию.

### Рецепторы V3
Рецептор V3 у человека (V3R, ранее известный как V1BR) является связанным с G-белком гипофизарным рецептором. Из-за низкого уровня экспрессии он был только недавно охарактеризован. Его последовательность из 424 аминокислот  имеет уровень сходства 45 %, 39 % и 45 %,соответственно, с V1R, V2R и рецептором окситоцина (OTR). Фармакологический профиль V3R  отличает его от человеческого V1R;  V3R  активирует несколько сигнальных путей через различные G-белки, в зависимости от уровня экспрессии рецептора.

## Функции
Хотя все эти три белка связаны с G-белком (GPCRs), активация AVPR1A и AVPR1B стимулирует фосфолипазу C, в то время как активация AVPR2 стимулирует аденилатциклазу. У этих трёх рецепторов вазопрессина своё уникальные расположения в тканях. AVPR1A экспрессируются в клетках гладких мышц кровеносных сосудов, гепатоцитах, тромбоцитах, клетках головного мозга и клетках матки. AVPR1B находятся на клетках аденогипофиза и в других отделах мозга, особенно на пирамидных нейронах гиппокампа CA2. AVPR2 расположены в почечной трубочке, преобладают в периферической и собирающих трубочках, в эмбриональной ткани лёгкого и на клетках раке лёгких. AVPR2 также находится в печени, где его стимуляция приводит к секреции множества факторов свёртывания в кровоток. В почке первичная функция AVPR2 состоит в том,  что в ответ на аргинин-вазопрессин он запускает механизмы концентрирования мочи и поддерживают водный гомеостаз в организме.